# ミゲル・ブレイ
ミゲル・ブレイ・ファブレガス (スペイン語: Miguel Blay y Fàbregas, カタルーニャ語: Miquel Blay i Fàbregas: ミケル・ブライ・イ・ファブラガス、1866年10月 - 1936年1月22日）は、スペイン・ジローナ県出身の彫刻家。

## 経歴

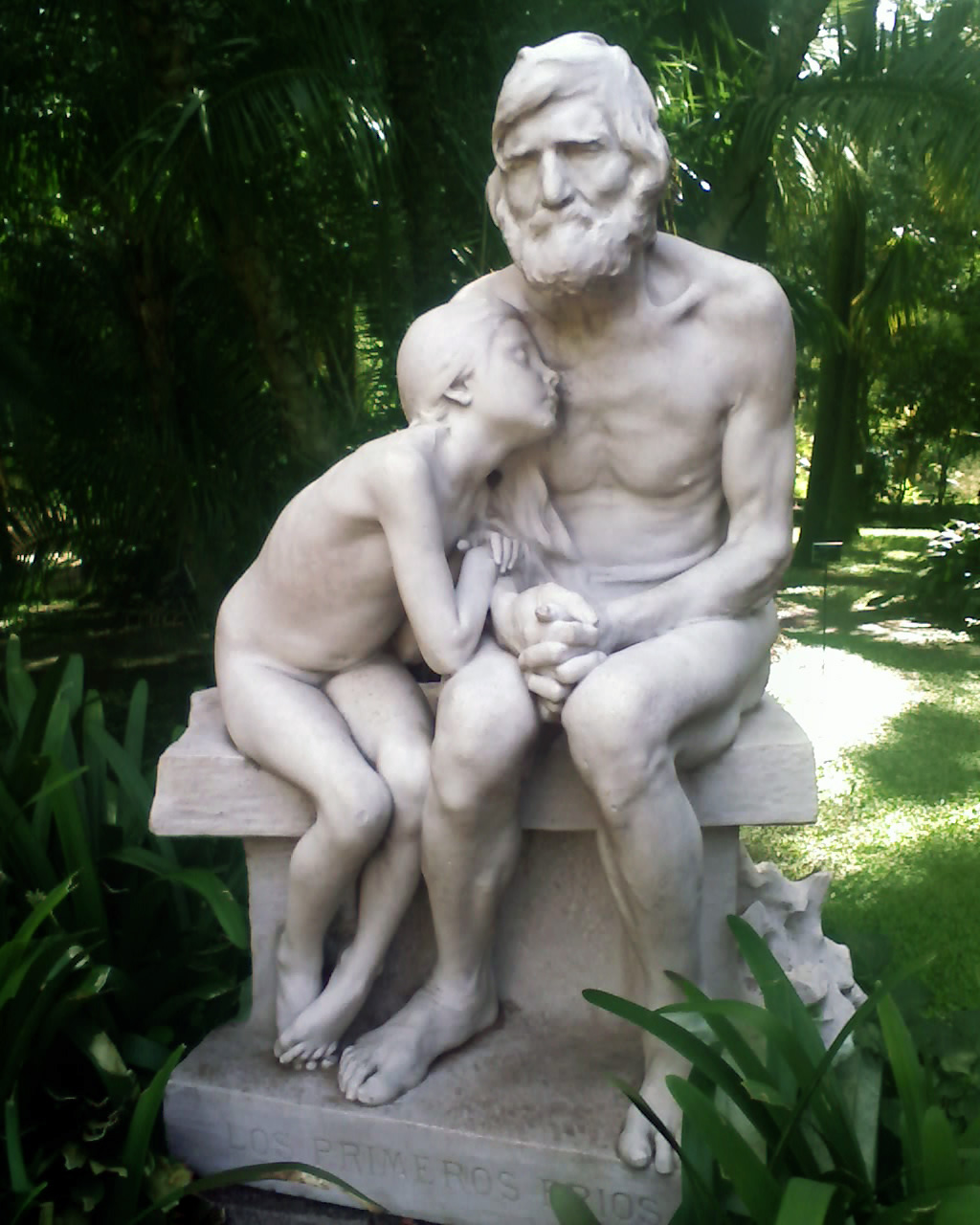
『最初の寒さ』

1866年にジローナ県ウロットで生まれる。芸術を学ぶためにフランスのパリに留学し、ムダルニズマ（当時のカタルーニャ地方で流行した芸術様式）の立場から造られたその作品はパリとバルセロナの博覧会で金メダルを授与されるなど高く評価された。1906年にはマドリードに住み、1909年に王立サン・フェルナンド美術アカデミーの会員に就任する。1936年に脳卒中によりマドリードで死亡した。1892年の『最初の寒さ』などが代表作。